# 藤原吉野
藤原 吉野（ふじわら の よしの）は、平安時代初期の公卿。藤原式家、参議・藤原綱継の長男。官位は正三位・中納言。

## 経歴
式家出身の母（藤原百川の娘・旅子）を持つ淳和天皇とは同年齢で親しく（天皇の乳母子とする説もある）、その生涯を天皇の為に捧げる事になる。
若くして大学で学び、嵯峨朝にて主蔵正次いで春宮少進として、当時皇太子であった大伴親王（後の淳和天皇）に仕える。弘仁10年（819年）従五位下・駿河守に叙任、国司として治績をあげて頭角を現す。
弘仁14年（823年）淳和天皇の即位後は都に呼び戻されて、天皇の側近として左近衛少将・左少弁を歴任し、天長3年（826年）には蔵人頭となって天皇の政務を助けた。この間に天長元年（824年）従五位上、天長3年（826年）正五位下、天長4年（827年）には従四位下に昇叙と、急速に昇進を果たす。天長5年（828年）には参議として公卿に列すと、天長9年（832年）には従三位・権中納言に叙任され、右近衛大将・春宮大夫も兼任した。
淳和天皇から仁明天皇への譲位に前後して、正三位・中納言に叙任されるが、専ら淳和上皇の傍につき従った。承和7年（840年）に淳和上皇が危篤となり、「自分の遺骨は山から散骨せよ」と遺言すると、吉野はそれに反対したが、間もなく上皇が崩御すると、吉野はやむなくその指示を実行した。こののち、上皇の子である皇太子・恒貞親王の為に尽くすために、1年間出仕せず再三に亘って辞職の上表を行うが、仁明天皇の慰留を受けて中納言の地位に留まっている。
だが、承和9年（842年）7月の嵯峨上皇の崩御後まもなく、恒貞親王や吉野らは謀反の疑いをかけられてしまう。結局、恒貞親王は廃太子とされ、吉野は大宰員外帥に左遷させられた（承和の変）。さらに承和12年（845年）には大宰員外帥を解かれて、山城国に移されるが入京は許されず、承和13年（846年）8月12日に失意の内に病没した。享年61。最終官位は散位正三位。

## 人物
性格は寛大・柔和で包容力があり、人々から慕われた。賢人を見て同じくあろうと思い、手から書物を手放さず、目下の者からも進んで教えを受ける一方、師弟にも教え諭したという。他人の過失を見ても決して白眼視せず、議論するに至っても、法に違う事の主張はしなかった。両親に孝行してほんの僅かな間でも欠けることがなく、忠と孝の道を共によく励んだ。
住まいには樹木を植える事を好み、その様子は竹を愛した東晋の文人・王徽之を彷彿させたという。

## 逸話
吉野の孝行心を示す逸話として以下がある。
- 吉野が朝廷に出仕して留守の間に、吉野の家に新鮮な肉があるという話を聞きつけて父・綱継が人を遣わせてその肉を求めたが、料理人が惜しんで肉を分け与えなかった。吉野が後にこの話を聞き、料理人を詰って涙を流し、以降決して肉を食べなかったという。

## 官歴
注記のないものは『六国史』による。
- 時期不詳：主蔵正
- 弘仁4年（813年） 日付不詳：美濃少掾
- 弘仁7年（816年） 春：春宮少進（春宮・大伴親王（のち淳和天皇））
- 時期不詳：正六位上
- 弘仁10年（819年） 1月7日：従五位下。1月10日：駿河守[3]
- 弘仁14年（823年） 5月13日：中務少輔[3]。9月16日：左近衛少将[3]
- 天長元年（824年） 1月7日：従五位上。5月21日：左少弁[3]
- 天長2年（825年） 日付不詳：兼伊予守。日付不詳：畿内巡察使
- 天長3年（826年） 1月21日：兼伊勢守[3]。2月：蔵人頭[3]。8月13日：正五位下
- 天長4年（827年） 1月21日：従四位下。2月：皇后宮大夫[3]。3月：右兵衛督[4]
- 天長5年（828年） 閏3月13日：右兵衛督[3]。5月27日：参議[3]
- 天長6年（829年） 2月22日：式部大輔[3]
- 天長7年（830年） 5月5日：春宮大夫（春宮・正良親王（のち仁明天皇））[3]。8月4日：正四位下、右近衛大将[3]、大夫如元
- 天長9年（832年） 1月11日：美作守[3]。2月26日：伊予守[3]。11月2日：従三位、権中納言[3]
- 天長10年（833年） 3月6日：正三位（仁明天皇即位）。3月15日：右近衛大将辞任（淳和天皇退位による）
- 承和元年（834年） 2月5日：中納言
- 承和9年（842年） 7月23日：大宰員外帥（承和の変）
- 承和12年（845年） 3月25日：解大宰員外帥、遷配山城国
- 承和13年（846年） 8月12日：薨去（散位正三位）

## 系譜
- 父：藤原綱継
- 母：藤原姉子（藤原蔵下麻呂の娘）
- 生母不詳の子女
  - 男子：藤原近峯
  - 男子：藤原真峯
  - 三男：藤原近主
  - 四男：藤原良近（823-875）
  - 男子：藤原延命